# 35ª Brigada Independiente de Marines (Ucrania)
35ª Brigada Independiente de Marines que lleva el nombre del Contralmirante Mijaíl Ostrogradski — Unidad del Cuerpo de Infantería de Marina de Ucrania.
La unidad militar fue formada en 2018. Participó en combates de posiciones en el este de Ucrania, cerca de Mariupol. En 2022, repelió un ataque ruso. En 2023, participó en una contraofensiva en el sur .
La brigada lleva el nombre del contraalmirante Mijaíl Ostrogradski, comandante de la Flota del Mar Negro de Ucrania.

## Historia

### Creación
La brigada fue constituida con base en la Directiva Conjunta del Ministerio de Defensa de Ucrania y el Estado Mayor General de las Fuerzas Armadas de Ucrania del 24 de mayo de 2018, número D-322/1/9dsk. El primer decreto del comandante de la brigada recién formada fue firmado el 21 de septiembre de ese año, y esta fecha se estableció como el Día de la Unidad. 
La brigada se formó a lo largo de 2018 mediante el despliegue del 137º batallón y la artillería transferida del 32º regimiento de artillería de cohetes. Su base se encuentra en el pueblo de Dachne, en la región de Odesa, donde se construyó un nuevo complejo militar.   En el otoño de 2018, la brigada comenzó un reclutamiento activo de nuevos soldados para el servicio militar profesional. La selección de candidatos para ella se estableció como una de las prioridades durante el reclutamiento para el servicio militar en los centros de reclutamiento y comisarías de las Fuerzas Navales. 
El 12 de octubre de 2018, se llevó a cabo una inspección con la participación de la alta dirección del estado en los ejercicios de defensa de la costa del mar de Azov, en los cuales participaron las unidades de la brigada. [cita requerida]   
En noviembre de 2018, los militares de la brigada y los cadetes de la Facultad de Infantería de Marina de la Academia Militar pasaron las pruebas y prestaron el Juramento de Infantería de Marina.  El 23 de mayo de 2019, durante la celebración del Día de la Infantería de Marina de Ucrania en Mariúpol, la brigada recibió un Estandarte de Batalla. 
El 10 de diciembre de 2019, en la aldea de Dachne, en el territorio del complejo militar, se inauguró un monumento conmemorativo en honor a los soldados caídos de la 35ª Brigada Independiente de Marines. 
El 23 de agosto de 2020, la brigada fue nombrada en honor al contralmirante Mijaíl Ostrogradski. 
El 30 de octubre de 2020, en el punto de despliegue permanente de la brigada, se puso en funcionamiento un nuevo edificio de alojamiento de planificación mejorada para los contratistas. El albergue de dos plantas está diseñado para 125 personas, y alojará a los militares de rango de sargento y suboficial. 

### Invasión rusa 2022
El 27 de julio de 2023, los medios de comunicación ucranianos informaron que las unidades de la 35ª Brigada Independiente de Marines junto con el 7º Batallón Independiente "Arei" liberaron el pueblo "Staromaiorske".  

## Armamento
La brigada está recibiendo tanques T-80, ATGM Stugna-P y otras armas. Uno de los batallones está armado con vehículos blindados especiales "Varta", y el otro— BTR-7 (BTR-70DI).